# Сен-Поршер (кантон)
Сен-Поршер (фр. Saint-Porchaire) — кантон во Франции, находится в регионе Пуату — Шаранта. Департамент кантона — Шаранта Приморская. Входит в состав округа Сент. Население кантона на 2006 год составляло 12 930 человек.
Код INSEE кантона 1732. Всего в кантон Сен-Поршер входят 15 коммун, из них главной коммуной является Сен-Поршер.

## Коммуны кантона
- Бёрле — население 937 чел.
- Кразан — население 432 чел.
- Же (Шаранта Приморская) — население 626 чел.
- Ла-Валле — население 670 чел.
- Лез-Эссар — население 555 чел.
- Плассе — население 631 чел.
- Пон-л’Аббе-д’Арну — население 1831 чел.
- Пор-д’Анво — население 961 чел.
- Ромгу — население 600 чел.
- Сент-Жем — население 1191 чел.
- Сент-Радегонд — население 436 чел.
- Сен-Поршер — население 1543 чел.
- Сен-Сюльпис-д’Арну — население 595 чел.
- Сулиньон — население 670 чел.
- Тризе — население 1252 чел.